# Албаредо пер Сан Марко
Албарѐдо пер Сан Ма̀рко (на италиански: Albaredo per San Marco, на западноломбардски: Albarìi, Албарии) е село и община в Северна Италия, провинция Сондрио, регион Ломбардия. Разположено е на 950 m надморска височина. Населението на общината е 349 души (към 2010 г.).